# Століття просвіти
«Століття просвіти» — радянсько-французько-кубинський трисерійний телефільм 1991 року, знятий режисером Умберто Соласом.

## Сюжет
Костюмний історичний фільм за романом Алехо Карпентьєра. Про революційні події у Південній Америці середини ХІХ століття.

## У ролях
- Рустам Уразаєв — Естабан
- Жаклін Аренал — Софія
- Франсуа Дюнойє — Віктор Хугуес
- Фредерік П'єро — Карлос
- Алексіс Валдес — доктор Оже
- Омар Валдес — роль другого плану
- Карлос Падрон — роль другого плану
- Ніколя Сільбер — роль другого плану
- Мірейя Чапман — роль другого плану
- Жорж Амінель — роль другого плану
- Філіпп Каруа — роль другого плану
- Марі-Франсуаза Одоллент — роль другого плану
- Ерік Дешорс — роль другого плану
- Крістіан Бальтосс — Бріссо
- Мод Райє — роль другого плану
- Жан Франваль — роль другого плану
- Шанталь Равалек — роль другого плану
- Тіто Хунчо — роль другого плану
- Мігель Гутьєррес — роль другого плану
- Марія Магдалина — епізод

## Знімальна група
- Режисер — Умберто Солас
- Оператор — Лівіо Делгадо